# 陳嵩 (繁昌)
陈嵩，安徽繁昌人，是一名清朝政治人物。
陈嵩曾于1737年接替陈京任南汇县知县一职，1738年由韩墉接任。